# 文芸学部
文芸学部（ぶんげいがくぶ）は、文学系統の学部と芸術学系統の学部とを統合した形態の学部。海外ではアメリカのカリフォルニア州立大学サンディエゴ校等に見られる。

## 概要
文芸学部内に、日本文学・外国文学・言語学・芸術・思想・歴史学・民俗学といった学科・専攻が設置され、学生が各領域の内容を横断して幅広く履修できる点に特徴がある。入学時点で専攻分野を決めるのではなく、在学中に主専攻を定める形式が多い。副専攻を認める大学もある。

## 設置大学
- 近畿大学文芸学部（英: Faculty of literature, arts, and cultural studies[4]）
- 成城大学文芸学部（英: Faculty of Arts and Literature[5]）
- 共立女子大学文芸学部（英: Faculty of Arts and Letters[6]）